# Dinoplagne
Dinoplagne est un site paléontologique découvert en 2009 à Plagne dans l'Ain, en France. Il abrite la plus longue piste d'empreintes de sauropode au monde, protégée et mise en valeur depuis 2021 sous une canopée en bois.

## Étymologie
Le nom Dinoplagne est un mot-valise formé par l'assemblage des termes dinosaure et Plagne.

## Géographie

### Situation
Dinoplagne est situé à 1 km à l'ouest du village de Plagne, au lieu-dit les Champs d'argent, dans une grande prairie. Il se trouve dans la partie méridionale du massif du Jura, dans la vallée de la Semine, à proximité du parc naturel régional du Haut-Jura. La piste s'étend sur 155 m sur une pente monoclinale entre 46° 11′ 24,96″ N, 5° 42′ 37,6″ E (835 m) et 46° 11′ 21,61″ N, 5° 42′ 42,23″ E (857 m).

### Géologie

#### Contexte régional
Les empreintes sont situées dans la Haute Chaîne du Jura qui comprend un ensemble d'écailles mésozoïques faillés, plissés et imbriquées les unes sur les autres, ce qui explique l'élévation importante de cette partie du Jura. L'écaille de Plagne correspond à une dalle calcaire du Jurassique supérieur et dont les couches sont inclinées vers l'est. Elle se prolonge au sud par l'anticlinal de Cormaranche-Les Moussières. Le site de Dinoplagne se situe dans la formation des Couches du Chailley (Tithonien inférieur) qui est aussi l'unité auquel appartient le site de Coisia, l'autre gisement français du Jura,.
Au Jurassique tardif, l'Europe occidental constituait un immense archipel dont les terres émergées représentaient les massifs hercyniens (massif central, massif armoricain, massif de Bohême, etc). Ces reliefs étaient alors séparés par des zones marines peu profondes, comme le domaine paléogéographique du Jura qui formait alors une plateforme carbonatée. À la faveur de baisses du niveau marin au Tithonien précoce, la plateforme jurassienne émergeait et constituait alors un couloir de migration pour la faune terrestre entre le massif central et le massif schisteux rhénan. Il se mettait ainsi en place un environnement d'estran bordant un lagon, protégé par un récif corallien correspondant à l'actuel Salève, et soumis à des phases d'émersion (environnement supratidal). C'est au cours de ces dernières phases que les dinosaures transitaient sur la marge sud-est de l'actuel Jura et que leurs empreintes se sont imprimées dans les sédiments relativement meubles.

#### Paléoenvironnement
La formation des Couches du Chailley est épaisse d'une centaine de mètres dans la région de Plagne. Elle consiste en une accumulation monotone de bancs calcaires (mudstone à wackestone) de 0,5 à 0,8 cm d'épaisseur. Ces bancs sont riches en micro-organismes et présentent des figures de bioturbation dont des structures de types Thalassinoides. Des intervalles riches en ooïdes, oncoïdes et coprolithes indiquent des épisodes de haute énergie. De même, des niveaux à laminites algaires et dolomitiques suggèrent des périodes de sédimentation liées aux marées et dénommés tidalites. Cinq épisodes de tidalites ont été identifiés à l'occasion des fouilles de Plagnes (T1 à T5) et c'est dans l'intervalle T4 que se situent les pistes du site de Plagne. Il correspond à un environnement de dépôt intertidal supérieur, constitué de mudstone laminé et présentant des fentes de dessiccation, des rides de courant asymétriques, des pseudomorphoses de minéraux évaporitiques ainsi que des tapis microbiens. Le contenu paléontologique y est pauvre et se résume à de rares ostracodes, des foraminifères indéterminés et quelques accumulations de gastéropodes (Hydrobia). La répartition des faciès sédimentaires dans la coupe stratigraphique de Plagne démontre que la piste s'est formée dans un contexte de régression marine.

#### Empreintes de dinosaures

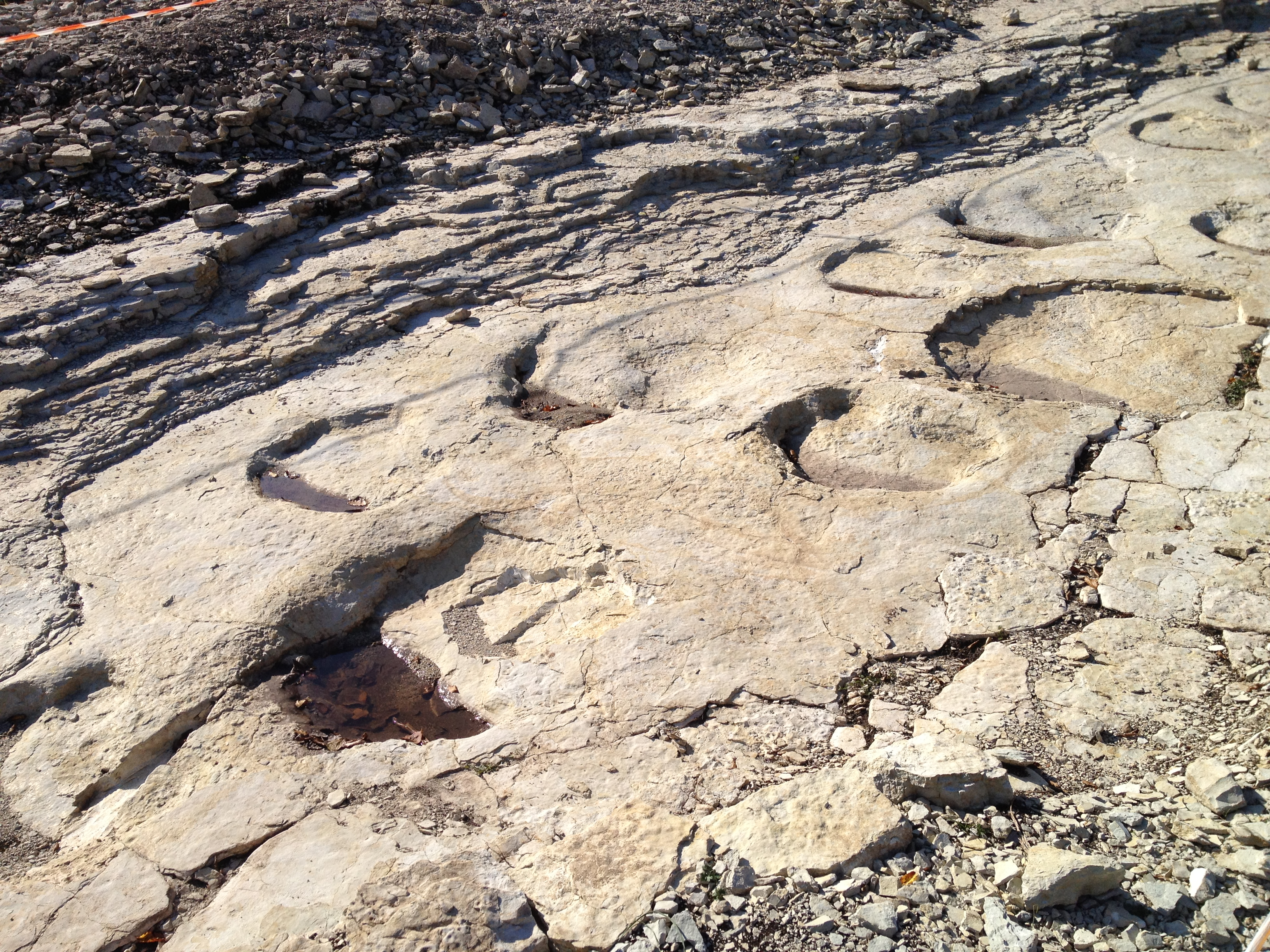
Empreintes de sauropode.

Seulement deux pistes, une piste de sauropode et d'une piste de théropode,, ont fait l'objet d'étude de manière à persévérer le reste du gisement. Des pistes d'arthropodes et de gastéropodes ont aussi été décrites sur le site. Les pistes sont corrélées avec la zone à ammonites G. Gigas et la sous-zone G. Gravesiana ce qui fournit un âge d'environ 150 Ma, soit le Tithonien inférieur.
La piste de sauropode s'étend sur plus de 155 m ce qui en fait la plus longue piste de sauropode au monde, devançant de seulement quelques mètres celles du site de 
Galinha (en) au Portugal (142 et 147 m). Elle comporte 110 empreintes de pas dont 29 sont très bien préservées. Des empreintes de pas en section ont aussi été identifiées dans des localités périphériques et montrent la déformation des sédiments sous le poids des sauropodes. Les empreintes sont attribués à l'ichnogenre Brontopodus que l'on retrouve sur d'autres pistes d'empreintes du Jura tant du côté français que suisse. Celles de Plagne ont fait l'objet d'une description en tant que nouvelle espèce : Brontopodus plagnensis en raison de leurs caractéristiques intrinsèques. Les empreintes de pied font partie des plus grandes décrites avec une longueur moyenne de 97,8 cm et une largeur moyenne de 74,9 cm ce qui est relativement rare dans le registre fossile. Elles ne présentent pas de traces de griffes tant sur les membres antérieurs que postérieurs. Par ailleurs l'intervalle entre deux empreintes de pied montrent un allongement le long de la piste ce qui souligne une accélération de 3,8 à 4,6 km/h. Des estimations initiales, peu après la découverte du site, suggéraient des individus atteignant 30 à 40 t pour plus de 25 m de long. Elles ont ensuite été affinées à des individus de 35 à 40 t pour plus de 35 m de long.

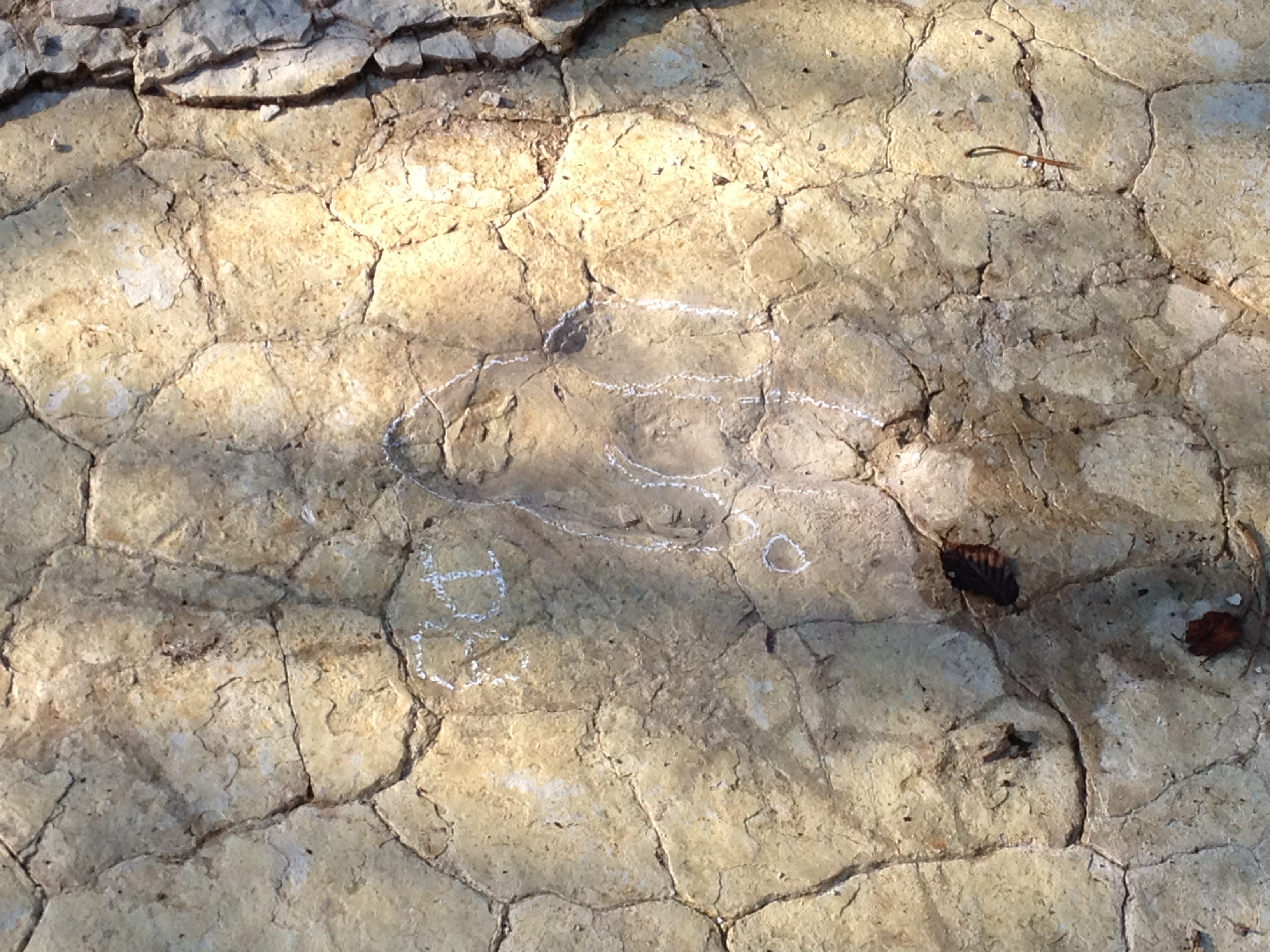
Empreinte de théropode.

Les empreintes de théropode se résument à une piste de 38 m de long comportant 18 pas dont certaines empreintes ont été recouvertes par des empreintes de pas de sauropodes. Contrairement aux empreintes à sauropodes, celles de théropodes sont mieux préservées en raison d'un substrat humide mais non saturé en eau et principalement composé de tapis algaires qui sèchent rapidement. Elles atteignent 30 cm de longueur et l'espacement des empreintes suggère une vitesse de 13 km/h. Elles appartiendraient à l'ichnogenre Megalosauripus.

## Histoire

### Découverte du site
Marie-Hélène Marcaux et Patrice Landry (géologue ayant travaillé dans la géotechnique), membres de la Société des naturalistes d'Oyonnax parcourent le monde à la recherche de traces de dinosaures. À la suite d'une remarque de Christian Gourrat, membre lui-aussi de la Société des naturalistes d'Oyonnax, le couple décide de prospecter dans la région du Jura et sélectionne 30 sites. La région de Plagne est prospectée au printemps 2009 mais la neige, encore présente, oblige à gratter le sol puis à retirer les gravats pour trouver des empreintes. Lassé de prospecter dans le froid, Marie-Hélène Marcaux demande à prospecter au soleil et Patrice Landry identifie un site bien exposé parmi leur sélection. Sur le site en question, le 5 avril 2009, le couple identifie un bourrelet qu'ils dégagent et leur permet de trouver la première empreinte du site de Plagne.
Quelques jours plus tard, deux paléontologues, Jean-Michel Mazin et Pierre Hantzpergue, respectivement rattachés au CNRS et à l'Université Lyon I, se rendent sur place et confirment qu'il s'agit d'empreintes de pas de sauropodes. Des fouilles complémentaires sont menées les années suivantes jusqu'en 2015, dont une campagne de fouille entre 2010 et 2012. Elles révèlent que le site de Plagne est l'un des plus vastes connus au monde, avec notamment une trace de 155 m de long, la plus longue piste de sauropode connue au monde,.

### Protection et mise en valeur
À la fin des fouilles en juillet 2012, un débat s'organise sur la préservation du site et sa mise en valeur. La commune de Plagne ne pouvant prendre en charge un tel investissement, le projet est confié au département de l'Ain et à la région Auvergne-Rhône-Alpes. Le site bénéficie du label espace naturel sensible le 26 janvier 2015 sur une surface de 8,25 hectares. Il est ouvert au public durant les périodes estivales 2015 et 2016 mais les pluies estivales en 2017 entrainent une forte dégradation du site ce qui provoque sa fermeture au public. Les travaux d'aménagement du site, initialement programmés pour 2018, sont finalement reportés à mars 2020 avec une ouverture prévue pour le printemps 2021,. Le site ouvre au public le 9 juillet 2021 pour une courte saison qui se clôture le 29 août 2021. Il est officiellement inauguré le 29 décembre 2021.

## Activité
Seule une petite partie du gisement a été excavée lors des campagnes de fouilles puis partiellement recouverte pour préserver le site de l'altération météorique. La partie restante est mise en valeur par une installation muséologique qui consiste en un bâtiment couvert en bois local et d'une série de pontons.
Le musée est géré par la communauté de communes Terre Valserhône. Les visites s'effectuent entre les mois d'avril et d'octobre et la réservation est dans la majorité des cas obligatoire. Selon le calendrier, les visites sont libres ou uniquement commentées. En 2023, 10 567 personnes ont visité le site durant son ouverture, bien inférieur aux études de 2012 qui visaient une fréquentation de 20 000 voire 45 000 visiteurs.
| 2021  | 2022   | 2023   |
| ----- | ------ | ------ |
| 9 255 | 10 249 | 10 567 |